# Похвальський В'ячеслав Володимирович
В'ячеслав Володимирович Похвальський (9 лютого 1947, селище Тернувате, Новомиколаївський район, Запорізька область, Українська РСР, СРСР) — український державний і політичний діяч, дипломат. Голова Запорізької обласної ради та Запорізької обласної державної адміністрації.

## Життєпис
Народився в родині колгоспників.

### Освіта
Закінчив Київський державний університет імені Тараса Шевченка (заочно, 1969—1975), факультет журналістики, журналіст; Вищу партійну школу при ЦК КПУ (1979—1982), політолог.

### Кар'єра
У вересні 1965 — липні 1966 року — вчитель математики Новозлатопільської восьмирічної школи Гуляйпільського району Запорізької області.
У серпні — грудні 1966 року — художній керівник Тернуватського будинку культури Запорізької області. У грудні 1966 — березні 1967 року — методист Гуляйпільського будинку культури Запорізької області. У березні — квітні 1967 року — художній керівник Тернуватського будинку культури Запорізької області.
У квітні 1967 — листопаді 1972 року — кореспондент, завідувач відділу, відповідальний секретар редакції Новомиколаївської районної газети «Ленінським шляхом» Запорізької області.
Член КПРС з жовтня 1969 року.
У листопаді 1972 — травні 1976 року — 1-й секретар Новомиколаївського районного комітету комсомолу Запорізької області.
У травні 1976 — вересні 1977 року — головний редактор Головної редакції телебачення Запорізького облтелерадіокомітету.
У вересні 1977 — березні 1979 року — інструктор, у березні 1979 — червні 1980 року — завідувач сектору преси, радіо та телебачення відділу пропаганди та агітації, у червні 1980 — лютому 1988 року — заступник завідувача відділу організаційно-партійної роботи Запорізького обласного комітету КПУ.
У лютому 1988 — квітні 1990 року — редактор обласної газети «Запорізька правда».
6 квітня — 18 жовтня 1990 року — заступник голови Запорізької обласної ради народних депутатів.
18 жовтня 1990 — 17 січня 1991 року — голова Запорізької обласної ради народних депутатів.
17 січня 1991 — 10 квітня 1992 року — заступник голови Запорізької обласної ради народних депутатів.
10 квітня 1992 — 10 липня 1994 року — голова Запорізької обласної ради народних депутатів. 21 липня 1994 — 7 липня 1995 — голова Запорізької обласної ради та виконавчого комітету обласної ради. 7 липня 1995 — 17 квітня 1998 року — голова Запорізької обласної ради народних депутатів.
7 липня 1995 — 9 квітня 1998 року — голова Запорізької обласної державної адміністрації.
24 червня 1998 — 29 березня 2004 року — Надзвичайний і Повноважний Посол України в Республіці Болгарія.
29 червня 1999 — 15 листопада 2001 року — Надзвичайний і Повноважний Посол України в Республіці Македонія за сумісництвом.
9 червня 2006 — 15 червня 2010 року — Надзвичайний і Повноважний Посол України в Республіці Узбекистан.
28 липня 2007 — 15 червня 2010 року — Надзвичайний і Повноважний Посол України в Республіці Таджикистан за сумісництвом.
Член Національної Спілки журналістів України.

## Звання
Дипломатичний ранг: Надзвичайний і Повноважний Посол (03.06.2008). Державний службовець першого рангу (14.04.1994). Полковник запасу.

## Нагороди
- орден «Знак Пошани» (1986)
- орден «Стара планіна» І ступеня (Болгарія)
- медаль «За доблесну працю. На відзнаку 100-річчя від дня народження В. І. Леніна» (1970)
- медаль «Ветеран праці»
- медаль «Двадцять років Незалежності України» (19.08.2011)[10]
- Почесна відзнака Президента України (22.08.1996)[11]
- Почесна грамота Кабінету Міністрів України (2007)
- Почесна грамота Верховної ради України
- орден «За заслуги» ІІ ступеня (2021)